# Eduardo Paret
Eduardo Paret, född den 23 oktober 1972 i Santa Clara, är en kubansk basebollspelare som tog guld för Kuba vid olympiska sommarspelen 1996 i Atlanta, och som även tog guld vid olympiska sommarspelen 2004 i Aten och silver vid olympiska sommarspelen 2008 i Peking. Han är en av bara tio spelare som tagit minst tre medaljer i baseboll vid olympiska sommarspelen.
Paret representerade Kuba i World Baseball Classic 2006 och 2009. 2006, när Kuba kom tvåa i turneringen, spelade han åtta matcher och hade ett slaggenomsnitt på 0,229, en homerun och fem RBI:s (inslagna poäng) och 2009 spelade han fyra matcher och hade inga hits på nio at bats.